# Ibe Hautekiet
Ibe Tom Hautekiet (13 aprile 2002) è un calciatore belga, difensore dello Standard Liegi.

## Carriera

### Club
Hautekiet è cresciuto nel settore giovanile del Club Bruges, ed ha debuttato con la squadra riserve il 22 agosto 2020 nell'incontro di Challenger Pro League perso 2-0 contro il RWDM47. Il 31 gennaio 2023 è stato acquistato dallo Standard Liegi, con cui ha debutatto in Pro League il 18 febbraio contro l'Union Saint-Gilloise.

### Nazionale
Ha giocato nelle nazionali giovanili belghe Under-16, Under-17, Under-18 ed Under-19.

## Statistiche

### Presenze e reti nei club
Statistiche aggiornate al 5 dicembre 2024.
| Stagione              | Squadra               | Campionato            | Campionato | Campionato | Coppe nazionali | Coppe nazionali | Coppe nazionali | Coppe continentali | Coppe continentali | Coppe continentali | Altre coppe | Altre coppe | Altre coppe | Totale | Totale | Totale |
| Stagione              | Squadra               | Comp                  | Pres       | Reti       | Comp            | Pres            | Reti            | Comp               | Pres               | Reti               | Comp        | Pres        | Reti        | Pres   | Reti   |        |
| --------------------- | --------------------- | --------------------- | ---------- | ---------- | --------------- | --------------- | --------------- | ------------------ | ------------------ | ------------------ | ----------- | ----------- | ----------- | ------ | ------ | ------ |
| 2020-2021             | Club NXT              | D2                    | 27         | 0          | -               | -               | -               | -                  | -                  | -                  | -           | -           | -           | 27     | 0      |        |
| 2022-gen. 2023        | Club NXT              | D2                    | 11         | 2          | -               | -               | -               | -                  | -                  | -                  | -           | -           | -           | 11     | 2      |        |
| Totale Club NXT       | Totale Club NXT       | Totale Club NXT       | 38         | 2          |                 | -               | -               |                    | -                  | -                  |             | -           | -           | 38     | 2      |        |
| gen.-giu. 2023        | SL16                  | D2                    | 4          | 0          | -               | -               | -               | -                  | -                  | -                  | -           | -           | -           | 4      | 0      |        |
| 2023-2024             | SL16                  | D2                    | 7          | 0          | -               | -               | -               | -                  | -                  | -                  | -           | -           | -           | 7      | 0      |        |
| Totale SL16           | Totale SL16           | Totale SL16           | 11         | 0          |                 | -               | -               |                    | -                  | -                  |             | -           | -           | 11     | 0      |        |
| gen.-giu. 2023        | Standard Liegi        | D1                    | 7          | 0          | CB              | 0               | 0               | -                  | -                  | -                  | -           | -           | -           | 7      | 0      |        |
| 2023-2024             | Standard Liegi        | D1                    | 3          | 0          | CB              | 0               | 0               | -                  | -                  | -                  | -           | -           | -           | 3      | 0      |        |
| 2024-2025             | Standard Liegi        | D1                    | 15         | 0          | CB              | 1               | 0               | -                  | -                  | -                  | -           | -           | -           | 16     | 0      |        |
| Totale Standard Liegi | Totale Standard Liegi | Totale Standard Liegi | 25         | 0          |                 | 1               | 0               |                    | -                  | -                  |             | -           | -           | 26     | 0      |        |
| Totale carriera       | Totale carriera       | Totale carriera       | 73         | 2          |                 | 1               | 0               |                    | -                  | -                  |             | -           | -           | 74     | 2      |        |